# Gahard
Gahard é uma comuna francesa na região administrativa da Bretanha, no departamento Ille-et-Vilaine. Estende-se por uma área de 24,72 km². Em 2010 a comuna tinha 1 520 habitantes (densidade: 61,5 hab./km²).